# Jerry Blackwell
Jerry Blackwell, maggiormente conosciuto con il ring name Crusher Blackwell (Stone Mountain, 26 aprile 1949 – Cumming, 22 gennaio 1995), è stato un wrestler statunitense.
Lottò principalmente nella American Wrestling Association dove ebbe notevoli feud con Mad Dog Vachon, Hulk Hogan, The Crusher, Bruiser Brody e Sheik Adnan Al-Kaissey.

## Carriera

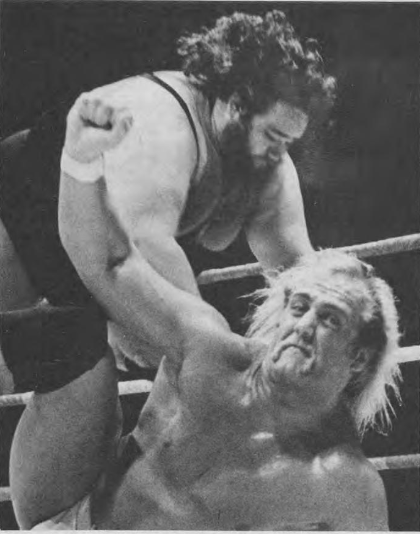
Jerry Blackwell e Hulk Hogan, circa 1982

Soprannominato "Mountain from Stone Mountain", "Crusher" Jerry Blackwell iniziò la propria carriera negli anni settanta. A dispetto della sua considerevole mole, Blackwell era anche abbastanza agile e tecnico, capace di manovre aeree nel ring come calci volanti e voli dal paletto. Nel 1976, combattendo in Pennsylvania, ebbe rivalità con Dominic DeNucci e Ivan Putski. Nel 1978 passò alla World Wide Wrestling Federation (WWWF). Nella federazione sconfisse Larry Zbyszko, Dominic DeNucci e S.D. Jones ma non riuscì mai a battere wrestler di caratura superiore come André the Giant o il WWF Champion Bob Backlund.
Negli anni ottanta, Blackwell si stabilì nella AWA, dove divenne una stella di prima grandezza ed ebbe feud con Mad Dog Vachon, Hulk Hogan, e "The Crusher" Reginald Lisowski. Dopo un sanguinoso, sfortunato feud con The Crusher, Blackwell smise di utilizzare il soprannome "Crusher" e alleandosi con l'odiato manager Sheik Adnan Al-Kaissey, nel 1983 iniziò ad interpretare la gimmick dell'arabo cattivo adottando il nome Sheik Ayatollah Blackwell, e dando vita a un tag team di successo con Ken Patera denominato "The Sheiks". Gli Sheiks ebbero dei feud con Verne Gagne, e con gli High Flyers (Greg Gagne & "Jumpin" Jim Brunzell) per i titoli di coppia AWA. Gli Sheiks sconfissero The High Flyers vincendo le cinture tag team e restando campioni per undici mesi prima di venire detronizzati da The Crusher & Baron von Raschke.
La carriera di Blackwell raggiunse il culmine a seguito dell'uscita di Hulk Hogan dalla AWA alla fine del 1983. Verne Gagne decise che Blackwell doveva essere il sostituto di Hogan come top face della federazione. Quindi Blackwell divenne immediatamente uno dei "buoni" dopo aver vinto una battle royal svoltasi al St. Paul Civic Center il 10 giugno 1984, quando venne "aggredito a tradimento" da Al-Kaissey, Abdullah the Butcher e Bruiser Brody (chiamato "King Kong Brody"). La brutale aggressione portò a una rissa post-match che coinvolse anche Dusty Rhodes, Curt Hennig e The Fabulous Ones (Steve Keirn & Stan Lane) corsi in aiuto di Blackwell. Iniziò quindi uno storico feud tra Blackwell e Brody & Al-Kaissey, che consolidò la nuova immagine di Jerry come favorito del pubblico.
Tra il 1986 e il 1987, Blackwell ebbe numerose occasioni per vincere il titolo AWA World Heavyweight Championship in match con Stan Hansen e Curt Hennig; ma non riuscì mai ad ottenere la cintura. Vari problemi di salute, l'obesità, e gli anni passati a combattere sul ring iniziarono a pesare sulle condizioni fisiche di Blackwell. Come risultato, egli smise di combattere a tempo pieno. L'ultima apparizione nella American Wrestling Association ebbe luogo nell'ottobre 1989 in un match con Tom Stone e in un 6-men tag team match insieme a Bobby Fulton & Jackie Fulton contro Johnny Valiant, Mike Enos, & Wayne Bloom.
Anche se generalmente Blackwell era considerato un wrestler con il quale era facile lavorare, in almeno due casi egli venne coinvolto in match che videro il suo avversario seriamente e realmente infortunato. Maurice Vachon ebbe tre costole rotte e due vertebre spezzate in un incontro con Blackwell e dovette restare fuori dal ring per circa tre anni. The Crusher si danneggiò un nervo del braccio e fu costretto a restare fermo un anno.

## Morte
Jerry Blackwell morì il 22 gennaio 1995 all'età di 45 anni, a seguito delle ferite riportate in un incidente automobilistico del dicembre 1994.

## Personaggio
Mossa finale
- Splash[5]

Manager
- Sheik Adnan Al-Kaissie[6]
- Professor Boris Malenko[7]
- Colonel Buck Robley
- Jimmy Hart

Soprannomi
- "Mr. Big"
- "Crusher"
- "Man Mountain"
- "The Mountain from Stone Mountain"

## Titoli e riconoscimenti
- American Wrestling Association
  - AWA World Tag Team Championship (1) – con Ken Patera[8]
- Central States Wrestling
  - NWA World Tag Team Championship (Central States version) (2) – con Buck Robley[9]
- Continental Wrestling Association
  - CWA Super Heavyweight Championship (1)[10]
- Southeastern Championship Wrestling
  - NWA Southeastern Tag Team Championship (2) – con The Invader (1), Dick Slater (1)[11]
- St. Louis Wrestling Club
  - NWA Missouri Heavyweight Championship (2)[12]
- Pro Wrestling Illustrated
  - 116º posto nella lista dei migliori 500 wrestler singoli durante i "PWI Years" del 2003[13]
  - 75º posto (con Ken Patera) nella lista dei 100 migliori tag team durante i "PWI Years" del 2003[14]